# Чивеццано
Чивеццано (итал. Civezzano) — коммуна в Италии, располагается в провинции Тренто области Трентино-Альто-Адидже.
Население составляет 4080 человек 2021 г.), плотность населения составляет 207 чел./км². Занимает площадь 15 км². Почтовый индекс — 38045. Телефонный код — 0461.
Покровительницей коммуны почитается Пресвятая Богородица, Её Успение особо празднуется 15 августа.

## Население
Динамика населения

## Города-побратимы
- Унтергрисбах, Германия[1]